# Quartiers de Metz
Cet article détaille les différents quartiers de la ville de Metz, en région Grand Est, dans le département de la Moselle.

## Quartiers
| Nombre | Quartiers            | Curiosités | Localisation |
| ------ | -------------------- | --- | ------------ |
| 1      | Devant-les-Ponts     | Caserne Desvallières |              |
| 2      | Patrotte Metz-Nord   | Nouveau port de Metz |              |
| 3      | Les îles             | Conseil régional du Grand Est, Université de Lorraine, Lycée Fabert, Centrale de cogénération                                                      |              |
| 4      | Plantières-Queuleu   | Fort de Queuleu, Cimetière de l'Est |              |
| 5      | Bellecroix           | Fort de Bellecroix |              |
| 6      | Vallières-Les Bordes | Hôpital privé Robert Schuman |              |
| 7      | Borny                | Université de Lorraine, Boîte à musiques de Metz                                                                                                   |              |
| 8      | Grigy-Technopôle     | World Trade Center Metz-Saarbrücken, Arts et Métiers ParisTech, Université de Lorraine, Georgia Tech Lorraine, Supélec                             |              |
| 9      | Grange-aux-Bois      | Parc des expositions |              |
| 10     | Sablon               | Centre Pompidou-Metz, Église du Sacré-Cœur, Palais omnisports Les Arènes, Siège régional de la caisse d'Épargne, Palais des Congrès Metz-Métropole |              |
| 11     | Magny                | Bois de Saint-Clément et de Leussiotte |              |
| 12     | Nouvelle Ville       | Gare de Metz-Ville, Église Sainte-Thérèse, INSEE et siège régional de la Banque Populaire, Hôtel des Postes de Metz, Chambre de commerce           |              |
| 13     | Metz-Centre          | Mairie, Préfecture, Diocèse de Metz et Cathédrale Saint-Étienne, Salle de concert Arsenal, Opéra                                                   |              |
| 14     | Ancienne Ville       | Musée de La Cour d'Or, Fonds Régional d'Art Contemporain de Lorraine, Salle de Concert Jazz                                                        |              |

- Metz-Centre

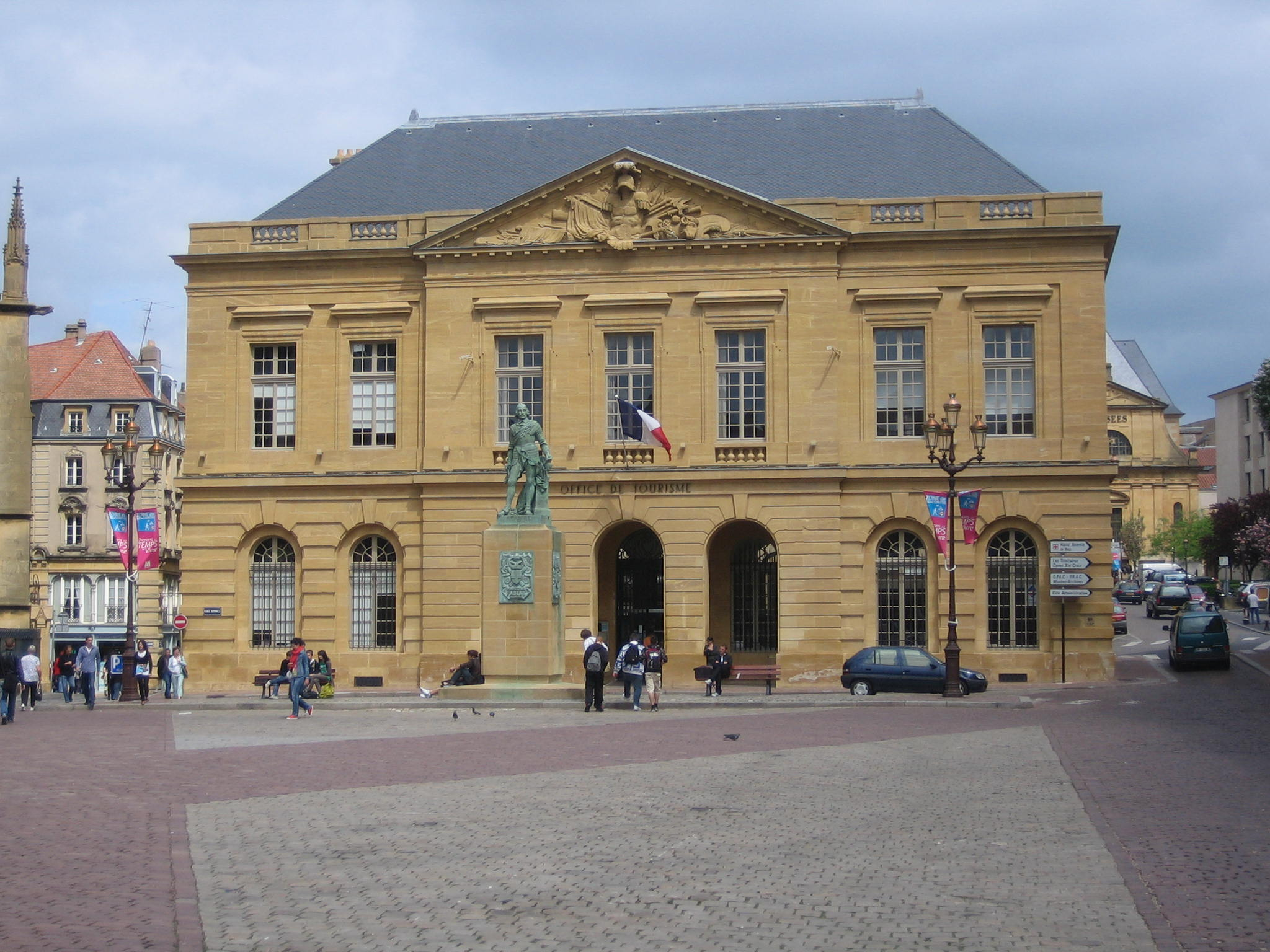
L’office de tourisme sur la place d’Armes, ancien corps de garde

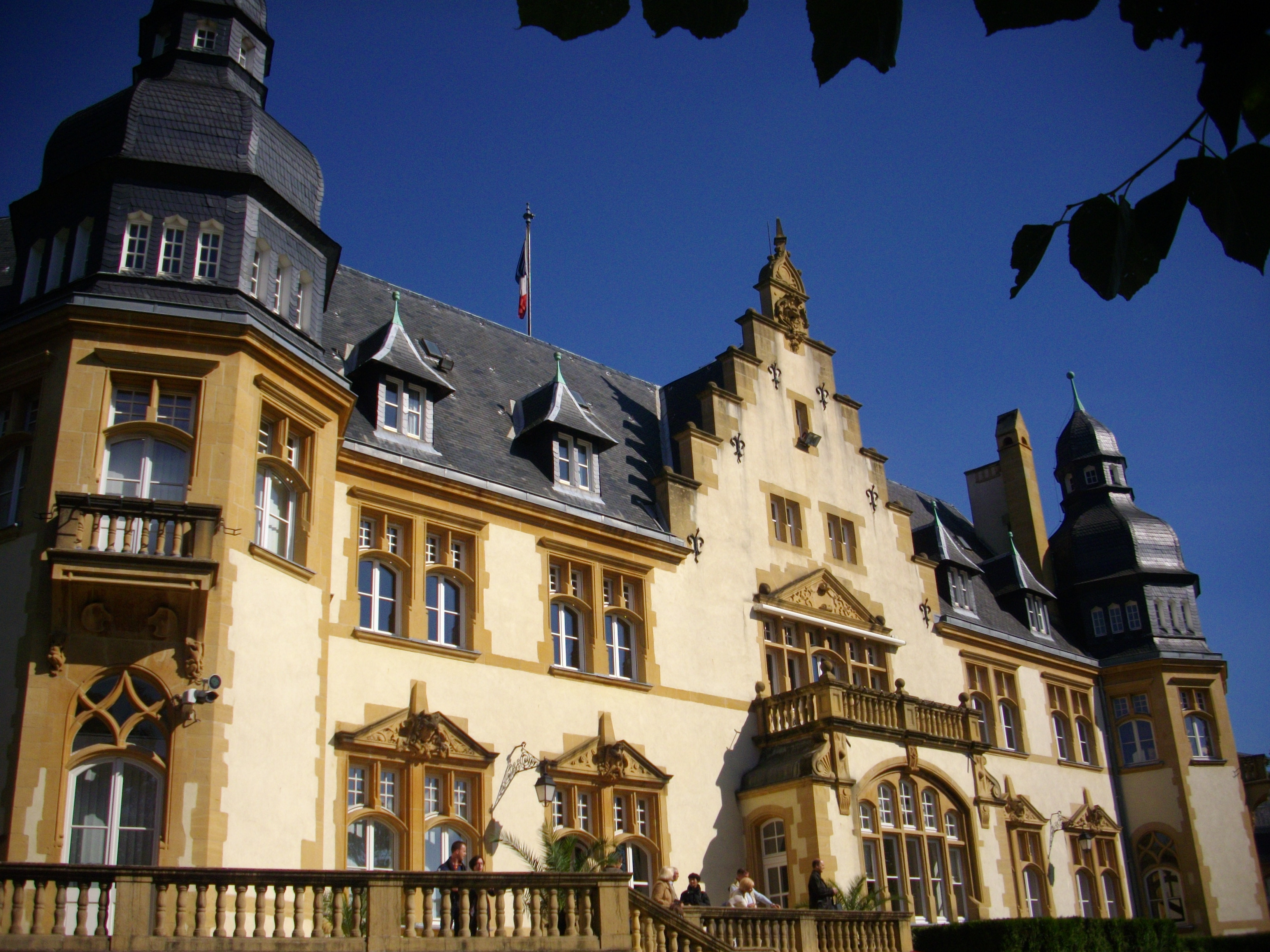
Le palais du Gouverneur, de facture allemande du début du XXe siècle

Le centre-ville aménagé en plateau piétonnier de 52 000 m2 fait de Metz l’une des premières villes piétonnes de France, animée par l’accueil et les services de quelque deux mille commerces et restaurants. La colline Sainte-Croix (183 m), point culminant du centre est le berceau de la ville de Metz à la confluence de la Seille et de la Moselle. Le quartier de l'Esplanade était semblable aux autres quartiers messins avant 1552. Il comportait des maisons, des églises et des monastères. Mais l’annexion de Metz à la France, cette même année, le transforma complètement. Il fait aujourd’hui, partie intégrante du centre-ville.
Le « Nouvel Amphithéâtre », est essentiellement constitué du quai Paul-Vautrin, de la rue Sainte-Marie et de la rue du Faisan. Les maisons, situées à l’endroit des murs romains à chaînages de briques — toujours visibles dans les caves des immeubles, l’une d’elles servant parfois de salle d’exposition, fortifications romaines, suivent une forme de plan semi-elliptique, qui atteste vraisemblablement d’un théâtre construit au IIe siècle puis remanié en théâtre-amphithéâtre à la fin du IIIe siècle, après la destruction du grand amphithéâtre de 25 000 places, près de la gare centrale.

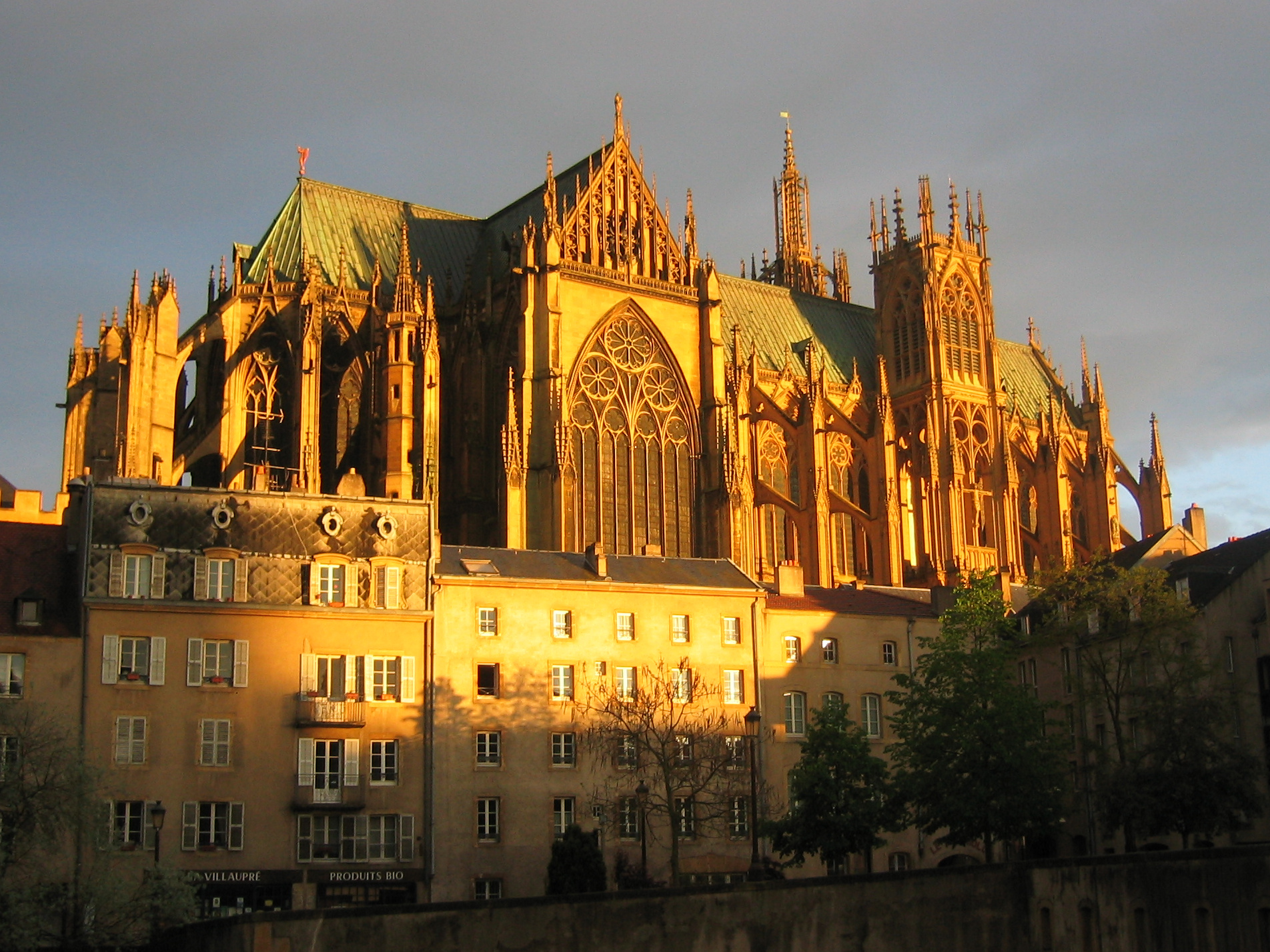
La cathédrale Saint-Étienne

Au pied de la cathédrale Saint-Étienne de Metz, se situe le quartier de la place de Chambre, où était jadis un hôpital, le « Petit Saint-Jean en chambre ». Il fut fondé au XIIe siècle par les chevaliers de Saint-Jean de Jérusalem sur le quai Vautrin. Six mètres au-dessus, il est surplombé par la terrasse de la place Saint-Étienne datant des années 1760. Sous la terrasse, des entrepôts contenaient le fourrage destiné aux chevaux des diligences. Enfin La fontaine adossée à cette terrasse représente un vase antique orné de guirlandes de fleurs et date de 1764.
Le quartier des Piques était jadis traversé par une rue de la Fleur-de-Lys. Le tympan de la porte de la maison no 5 porte encore le nom sur une inscription gravée. Cette hôtellerie existait déjà en 1565. La façade présente des fenêtres à tympan de style gothique flamboyant (XVe siècle) et des arcades Renaissance. En 1793, la rue prit le nom de rue des Piques parce qu’il existait un entrepôt de ces armes, dans la grange Saint-Antoine. Le vaste bâtiment crénelé, à quatre étages, est l’ancienne grange des Antonistes. La charpente et les tympans de fenêtres trilobées permettent de dater ce bâtiment du XIIIe siècle. C’était un grenier à blé, comme le grenier de Chèvremont qui, lui, date du XVe siècle. Depuis la cour, à côté du grenier, une belle vue laisse entrevoir le chevet de la cathédrale. On trouve aussi une maison qui possède une belle salle voûtée gothique. Maurice Barrès y séjourna en 1907 et y médita son ouvrage Colette Baudoche (une plaque rappelle son passage). En face, une maison du XVIIIe siècle (no 16) possède un beau balcon en fer forgé, soutenu par des consoles moulurées.
Le quartier des Roches, en face du théâtre, doit son nom au rempart romain qui longeait la Moselle, du moyen pont des Morts au pont des Grilles. Les fondations du rempart étaient dures comme des rochers. Les derniers vestiges furent démolis en 1622. Au Moyen Âge jusqu’au milieu du XXe siècle, des bains publics étaient installés dans ce quartier. Les maisons qui bordent la Moselle étaient habitées essentiellement par des bateliers et des pêcheurs. Une partie de ces maisons a été reconstruite dans les années 1970.
- Les Îles

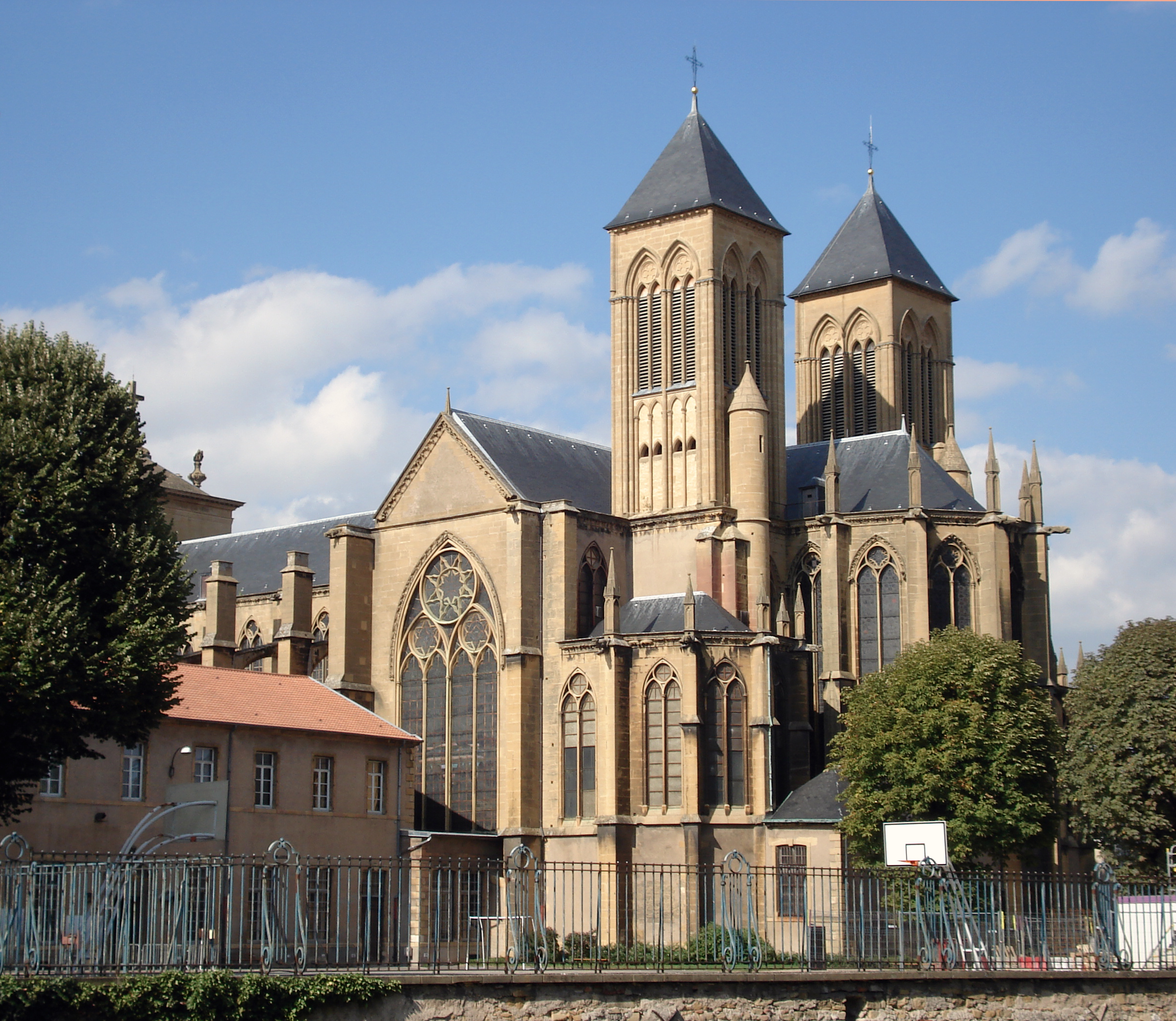
La basilique Saint-Vincent située sur l'île de Chambière

Le nom « quartier des Îles » est un néologisme regroupant les quartiers Nord de la vieille ville, baignés par la Moselle : le quartier des Roches et la place de la Comédie, le quartier Saint-Marcel, le quartier Saint-Vincent, celui du Pontiffroy, le quartier Saint Ferroy, le quartier Fort-Moselle et les îles du Petit et du Grand Saulcy ainsi que les îles Saint-Symphorien et de Chambière.
- Nouvelle Ville

La « Nouvelle Ville » actuelle était autrefois divisée entre deux communes. La partie sud du quartier appartenait à la commune du Sablon, tandis que la partie nord était partie intégrante de la ville de Metz, on y trouve le quartier germanique de la ville.
Le quartier impérial de Metz a été construit par les Allemands en 1903 sur les anciens remparts de Cormontaigne. Avant 1914, les architectes allemands avaient prévu de prolonger l’urbanisation du quartier de la gare, vers le quartier Sainte-Thérèse. Ils eurent le temps d’édifier quelques grands équipements publics : l'École supérieure de jeunes filles de Metz, actuel lycée Georges-de-la-Tour, l'École pratique supérieure de Metz, actuel lycée Louis-Vincent, ou encore l'hôpital Bon-Secours. La déclaration de guerre française arrêta les projets. La construction du quartier fut achevée par les Français dans les années 1920-1930. En 1932, un concours d’architecture fut lancé pour y réaliser la construction d’une église. En 1938, la première pierre de l'église Sainte-Thérèse-de-l'Enfant-Jésus de Metz fut posée, mais la guerre interrompit les travaux. Ils reprirent en 1950, et l’église fut bénie en 1954. Elle acquit sa forme définitive, avec le grand bâton de pèlerin (70 m) élevé en 1963. Cette église fait 77 mètres de long, 25 mètres de large et 30 mètres de hauteur. Le jardin botanique de Metz est une enclave dans la commune de Montigny-lès-Metz. Sa superficie est de 4,4 hectares. Le service des espaces verts y produit 490 000 fleurs chaque année. Les serres abritent 4 500 espèces de plantes appartenant à 80 familles différentes. La roseraie présente quelque 80 variétés de roses. Le parc abrite des arbres rares, certains très anciens (jusqu’à 150 ans) : Sophora japonica, Cyprès chauve, Ginkgo biloba, etc. Deux bassins l’agrémentent, reliés par un ruisseau, où s’ébattent cygnes et autres volatiles. Des bronzes animaliers sculptés par Fratin, artiste messin du XIXe siècle, ornent le jardin.
- Ancienne Ville

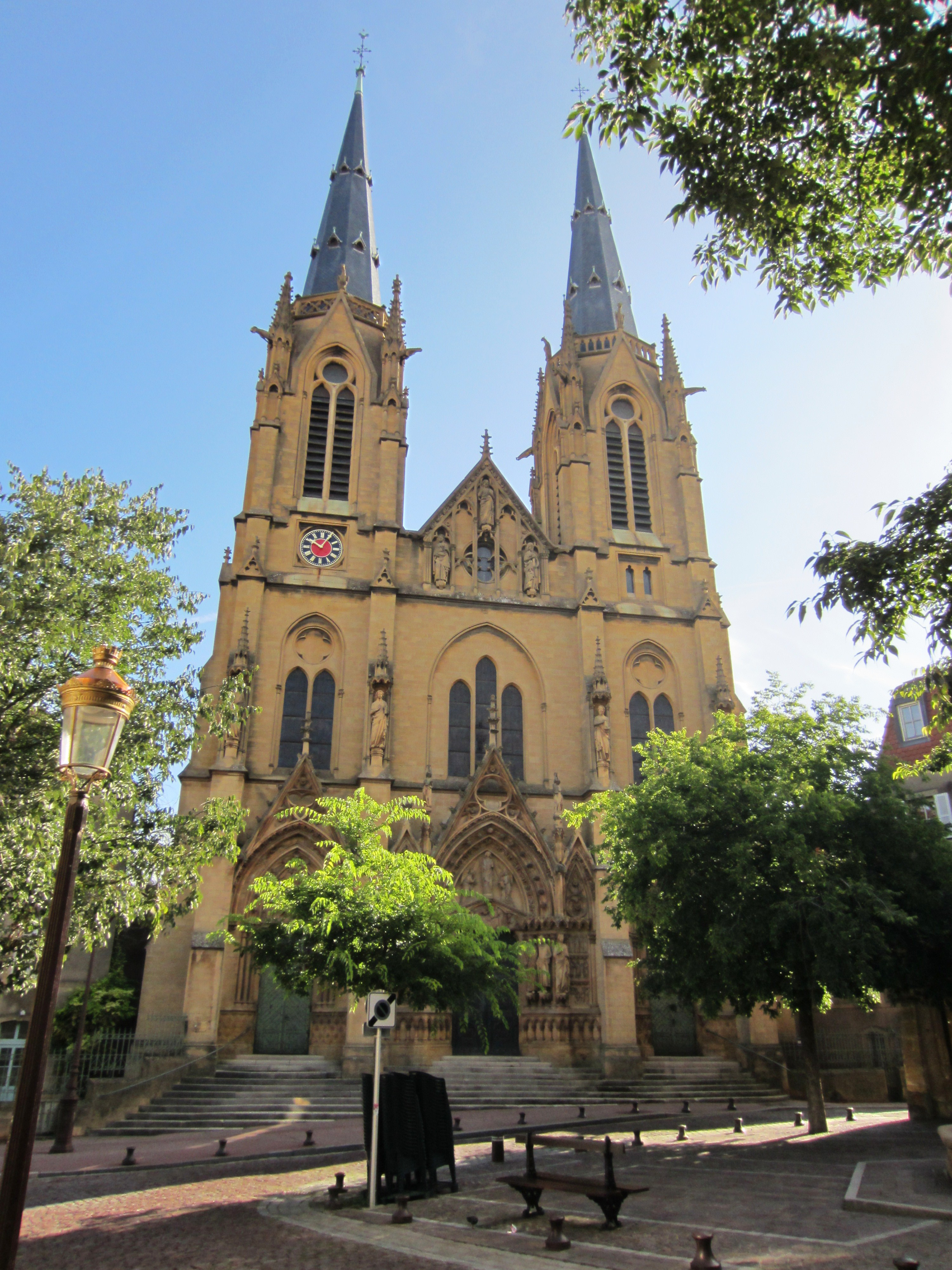
L'église Sainte-Ségolène

Il est formé de deux quartiers médiévaux de la ville, le quartier Sainte-Croix, s'élevant sur la colline éponyme, et le quartier Outre-Seille, son nom est lié au fait qu’il se trouvait au-delà d’un bras de la Seille, lequel coulait à l’emplacement des rues Haute-Seille et des Tanneurs.
- Le Sablon

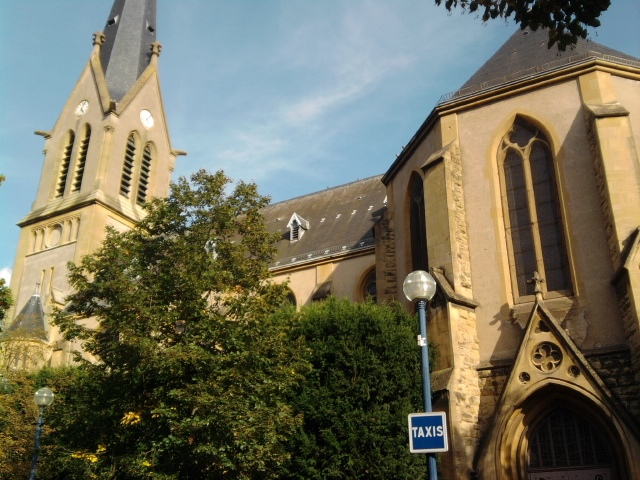
L'église Saint-Fiacre

Le quartier du Sablon correspond à une ancienne commune rattachée à Metz le 1er avril 1914 et qui comptait plus de 10 000 habitants, en outre il est aujourd'hui le second quartier le plus peuplé de la ville. Son territoire est scindé entre deux reliefs différents, à l'ouest se trouve une colline sur laquelle se situe le cœur historique du village, et à l'est la vallée de la Seille. Depuis le début du XXIe siècle, la moitié est du quartier est sujette à de nombreux travaux d'urbanisation et d'aménagement du territoire, dont le parc de la Seille et le quartier de l'Amphithéâtre, incluent notamment le centre Pompidou-Metz. Par ailleurs, on remarque les limites du Sablon coïncident quasi-exactement avec les voies ferrées à l’ouest, et avec le tracé de la Seille.
- Plantières Queuleu

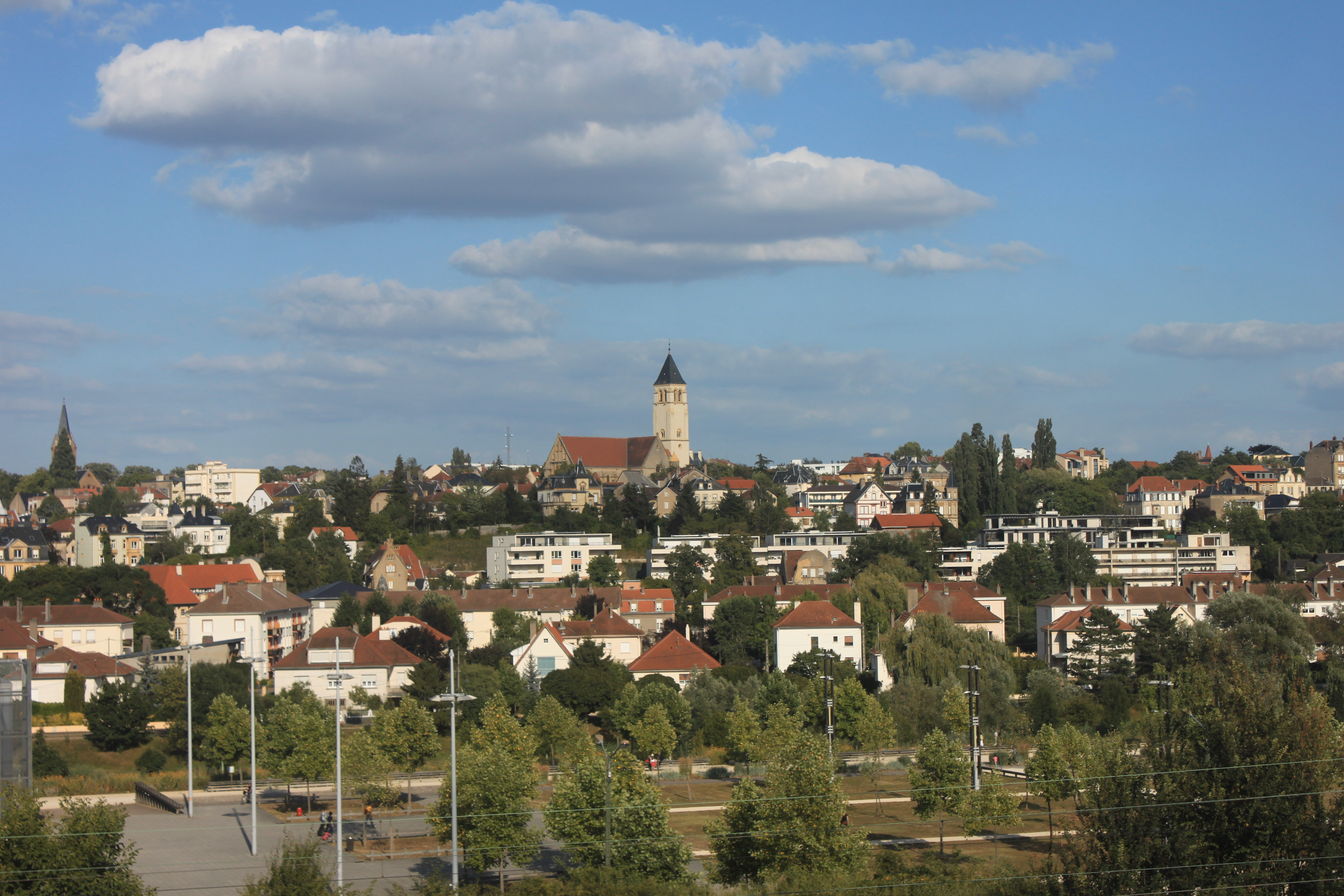
Vue de la colline de Queuleu depuis le centre Pompidou-Metz

Le quartier de Plantières Queuleu dont le fort emblématique fut construit entre 1868 et 1870, est à l'origine une commune indépendante rattachée en 1906 à la ville. Ce quartier périphérique de la ville est situé en hauteur, entre le Technopôle, le parc de la Seille et la voie rapide-est de Metz. On y trouve notamment le cimetière de l’Est et les équipements sportifs de Metz Handball.
- Bellecroix

Le quartier de Bellecroix, à l’emplacement de la colline éponyme, est séparé du centre par la Seille et d’imposantes fortifications bastionnées d’après le plan de Vauban. Il était autrefois coupé en deux zones, la moitié ouest appartenait à la ville de Metz, la moitié est, était partie intégrante de la commune de Plantières-Queuleu. Sur son territoire est également bâti un fort, le fort de Bellecroix, construit entre 1734 et 1740, dont le belvédère permet d’avoir une superbe vue sur la vieille ville de Metz.
- Borny

Jusqu'en 1961, Borny était une commune voisine de la ville, reprenant l'ensemble du canton de Metz-Ville-4, qui comprend l'ensemble de ses quartiers est. Aujourd'hui, il est le quartier le plus peuplé de la ville.
Entre 1964 et 1973, le quartier fait l'objet de la création d’une zone à urbaniser en priorité, la réalisation du projet a été confiée à l’architecte Jean Dubuisson, Grand prix de Rome. Un projet de réaménagement mené par Bernard Reichen et Philippe Robert et programmé de 2001 à 2010 est en cours de réalisation.
- Devant-les-Ponts.

Devant-les-Ponts est situé à l'ouest de Metz, sur la rive gauche de la Moselle. Le quartier a été incorporé à la ville de Metz en 1907,, Devant-les-Ponts étant jusqu'alors une ville indépendante, qui incluait jusqu'alors le quartier de la Patrotte Metz-Nord.
- La Grange-aux-Bois.

Il s'agit d'un quartier résidentiel situé au sud-est de la ville. On y trouve le parc des expositions, un supermarché, une église, des maisons individuelles, des appartements, l'église néo-apostolique et une église évangélique. Le quartier est voisin des quartiers de Borny et de Grigy-Technopôle, ainsi que du village d'Ars-Laquenexy. 
- Grigy-Technopôle.

Ce quartier est situé entre Borny et la Grange-aux-Bois. On y trouve le lac Symphonie et le lycée de la Communication. Près du quartier se trouve la Z.A.C. Sébastopol, où se trouve notamment un hypermarché Cora. 
- Magny

Magny est un quartier résidentiel du sud de la ville. Il se compose essentiellement de maisons individuelles. Le quartier est voisin de celui du Sablon et des communes de Marly, Pouilly et Peltre. Le quartier comporte un collège (collège Paul Verlaine), un supermarché, une bibliothèque, une église et un centre socio-culturel. Metz-Magny est également bordé par la Seille. 
- Patrotte Metz-Nord.

Quartier situé dans le nord de la ville, sur la rive gauche de la Moselle. 
- Vallières-Les Bordes.

Ce quartier est situé dans le nord-est de la ville. Il borde les localités voisines de Saint-Julien-lès-Metz et de Vantoux. Il est dominé par son église (église Sainte-Lucie de Metz). 

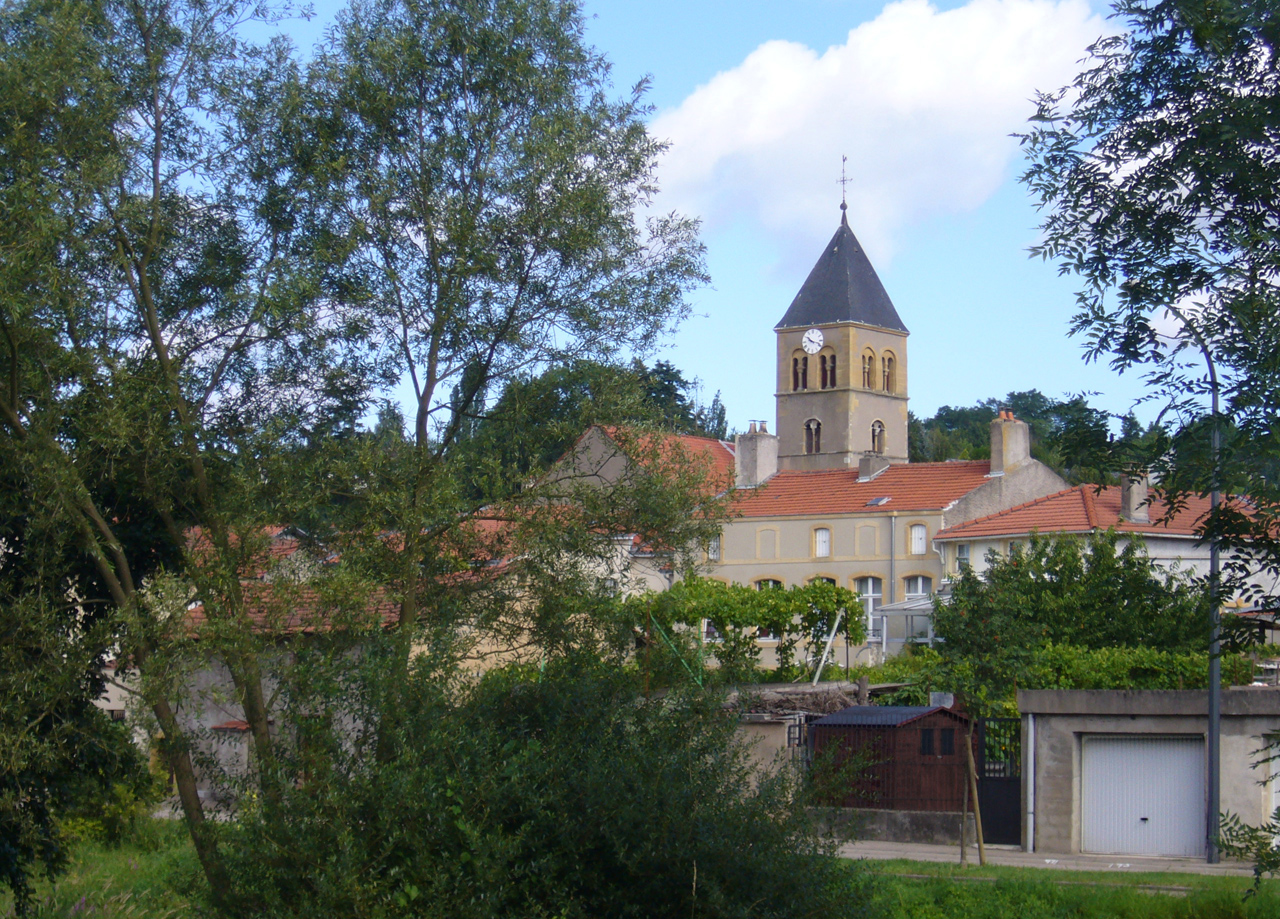
Vue sur l'ancien village de Vallières-lès-Metz
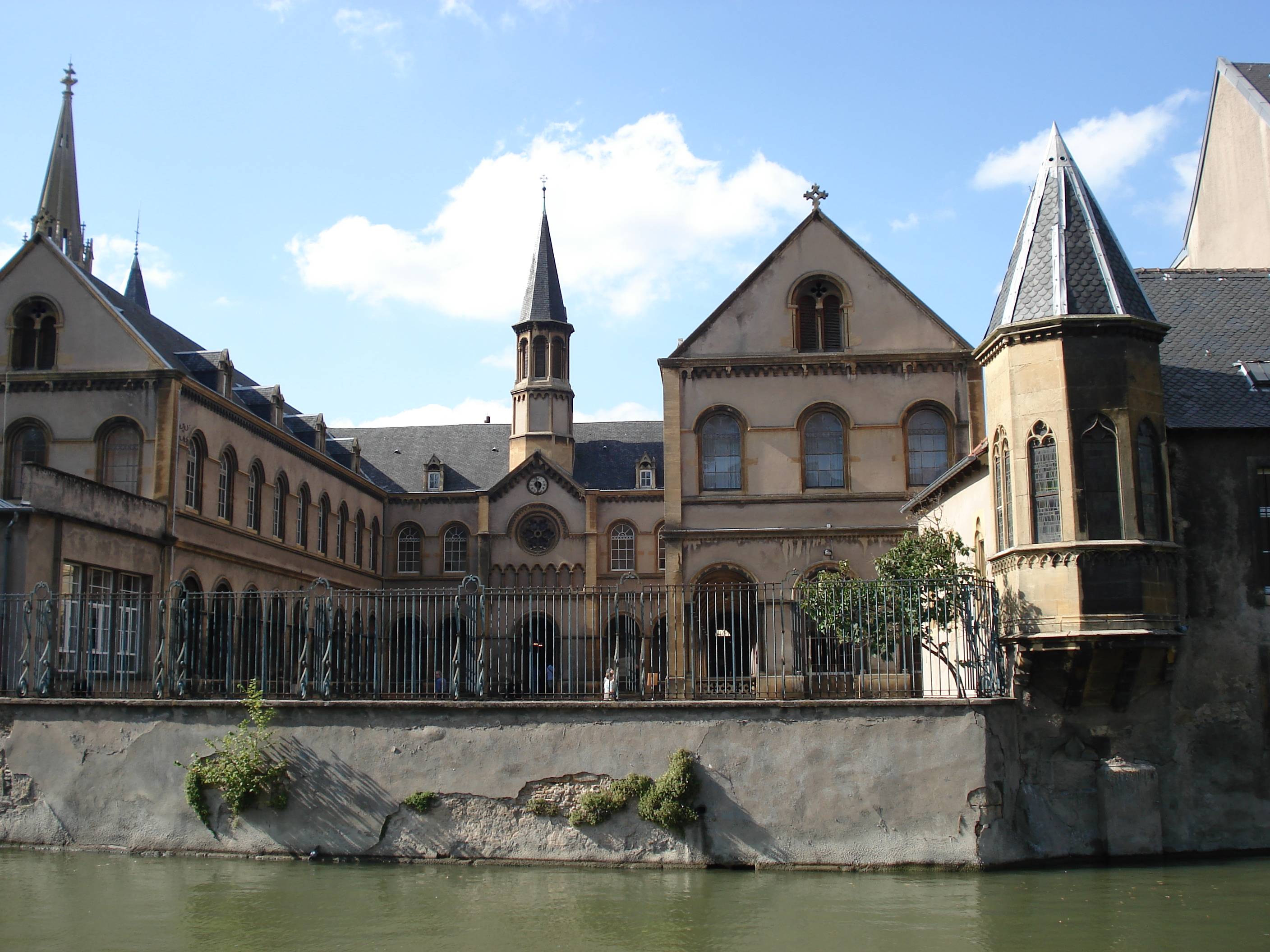
Le cloître Sainte-Constance, avec à gauche les vestiges de l'hôtel du Passetemps
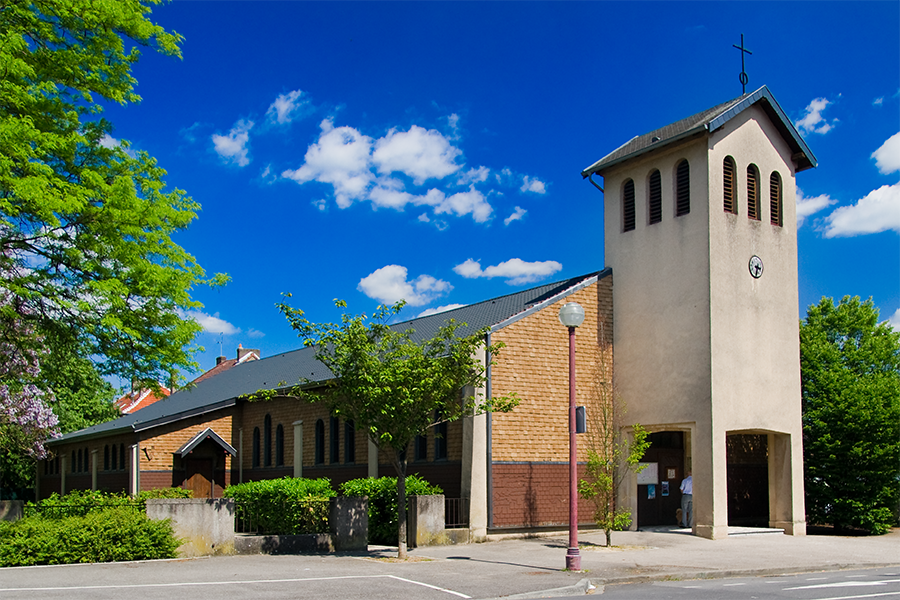
Église Notre-Dame-de-Lourdes de Devant-les-Ponts
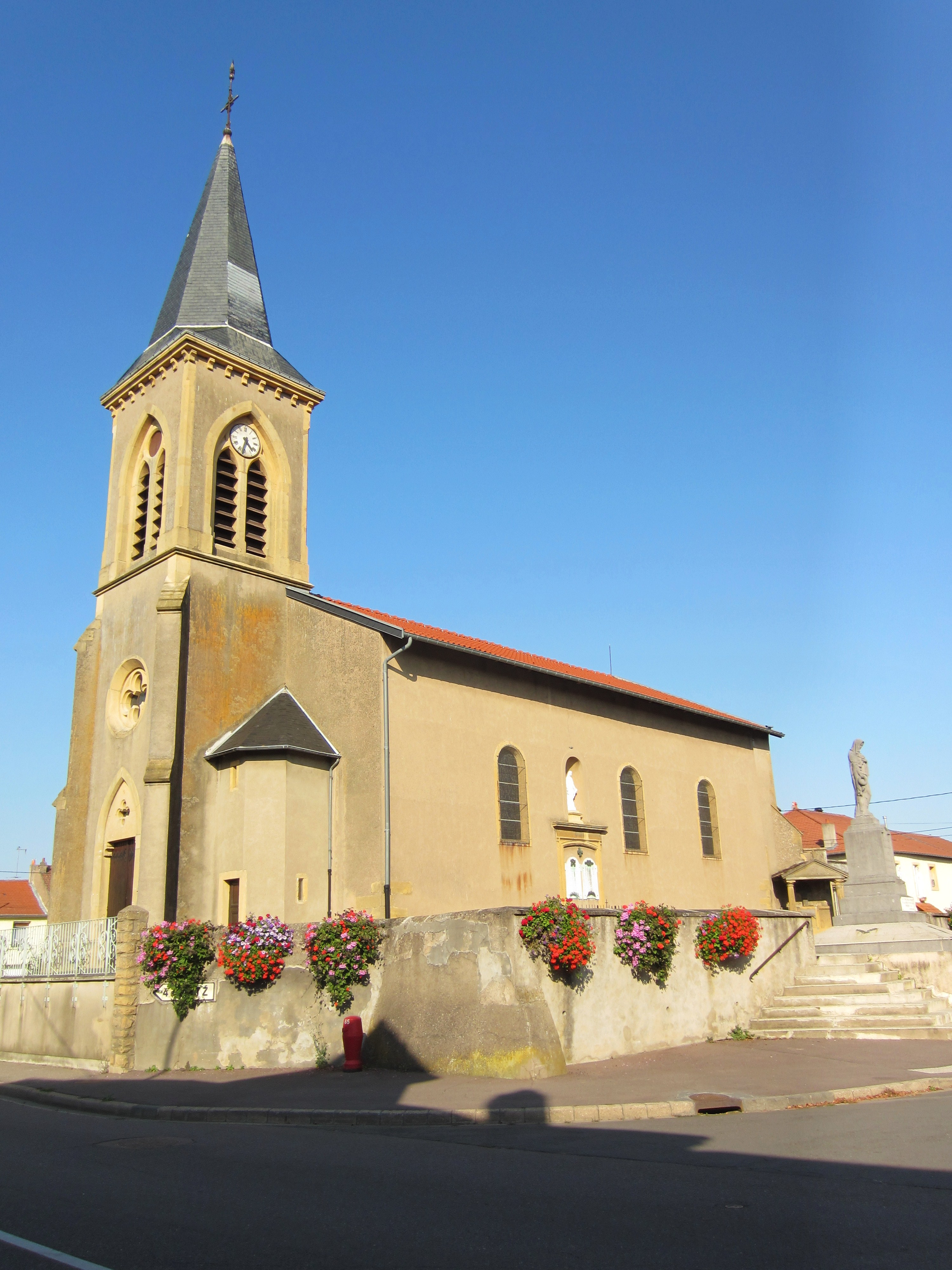
L'église de Magny
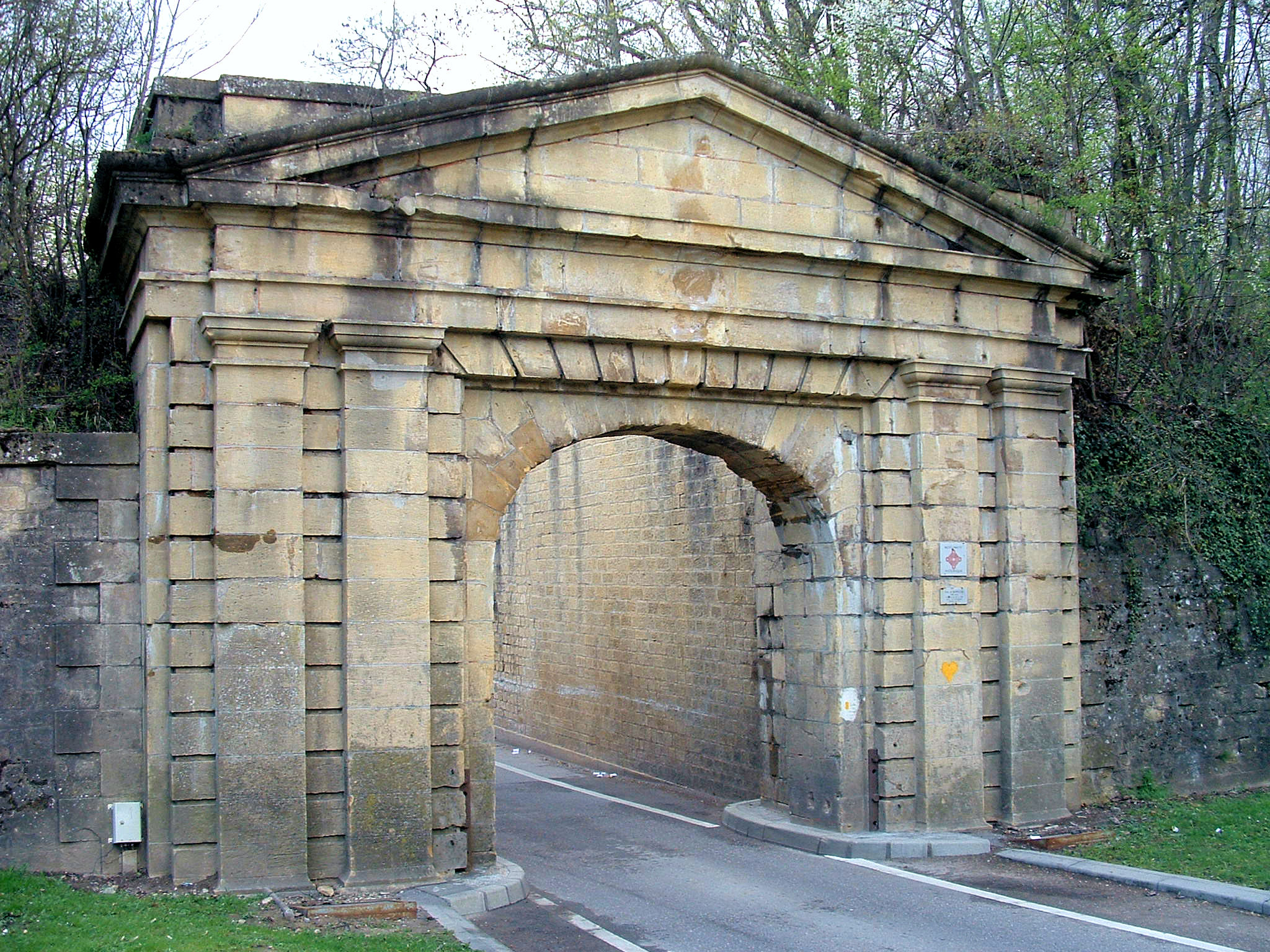
Porte du fort de Bellecroix.
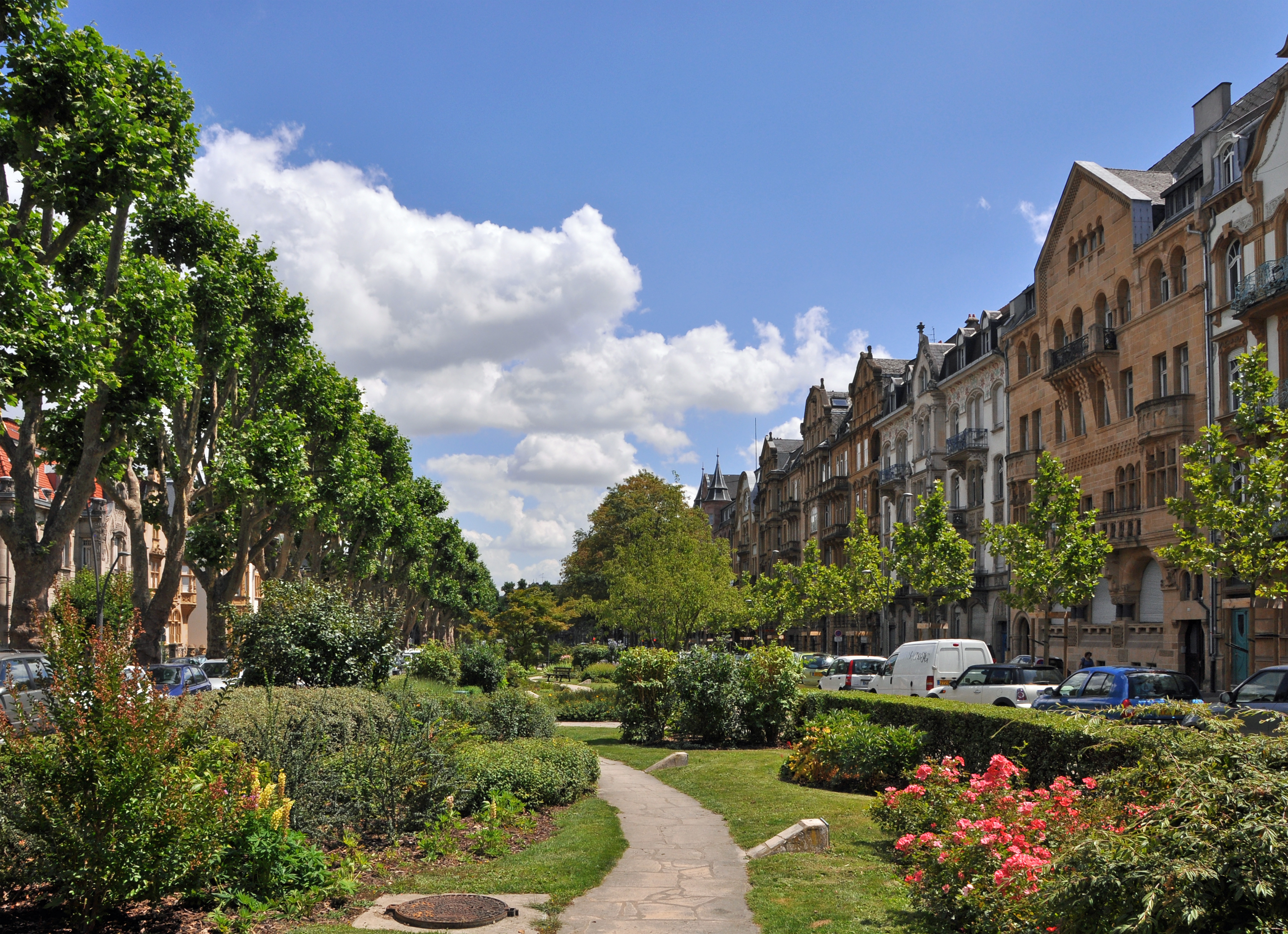
Les immeubles de rapport du nouveau quartier impérial, aux styles éclectiques, avenue Foch.